# Schiffbau- und Flottenmuseum Mykolajiw

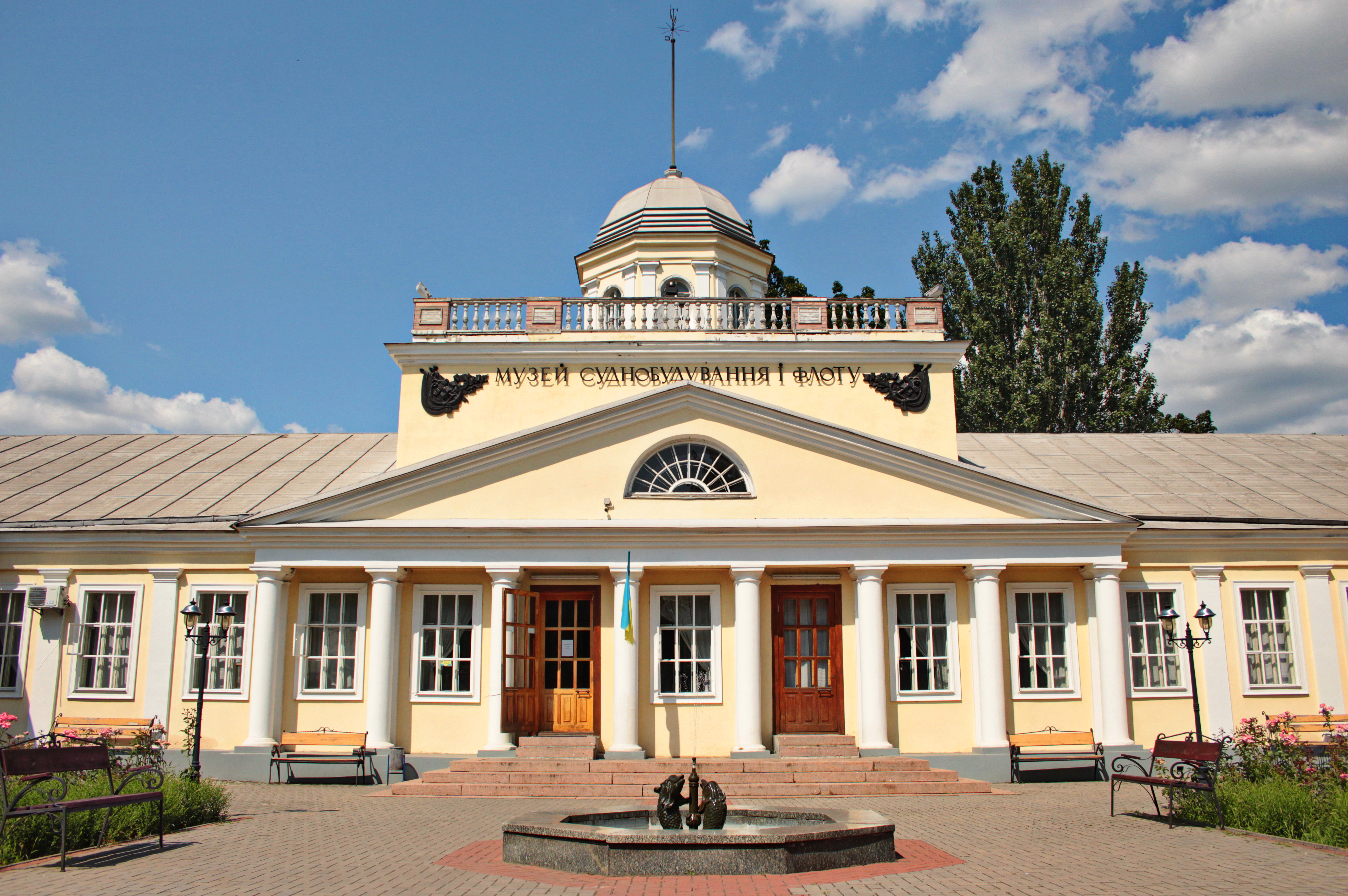
Museumsgebäude

Das Museum für Schiffbau und die Flotte (ukrainisch Миколаївський музей суднобудування і флоту) ist ein Schifffahrtsmuseum in der ukrainischen Oblasthauptstadt Mykolajiw. Es ist das einzige Spezialmuseum für die Technik des Schiffbaus im Land und dokumentiert zudem die Geschichte  der Schifffahrt auf dem Schwarzen Meer.
Das Museumsgebäude ist im ukrainischen Baudenkmälerverzeichnis aufgeführt.

## Geschichte
Das Museum wurde 1978 eröffnet und in einem historischen Gebäude im Nordwesten der Altstadt eingerichtet. Das im klassizistischen Stil ausgeführte Bauwerk beherbergte im 19. Jahrhundert einen Teil der Admiralitätsverwaltung der russischen Schwarzmeerflotte. Zeitweise diente es als Arbeitsort russischer Admiräle und Militärgouverneure wie Nikolai Semjonowitsch Mordwinow, Jean-Baptiste Prevost de Sansac de Traversay, Alexis Greigh, Michail Petrowitsch Lasarew und Grigori Iwanowitsch Butakow.
Bei der Planung des Marinemuseums waren Fachleute des 1913 gegründeten Stadtmuseums von Mykolajiw beteiligt. Dieses konnte aus seiner vielseitigen Sammlung zahlreiche Objekte für das neue maritime Museum in der Admiralität zur Verfügung stellen.

## Ausstellungen

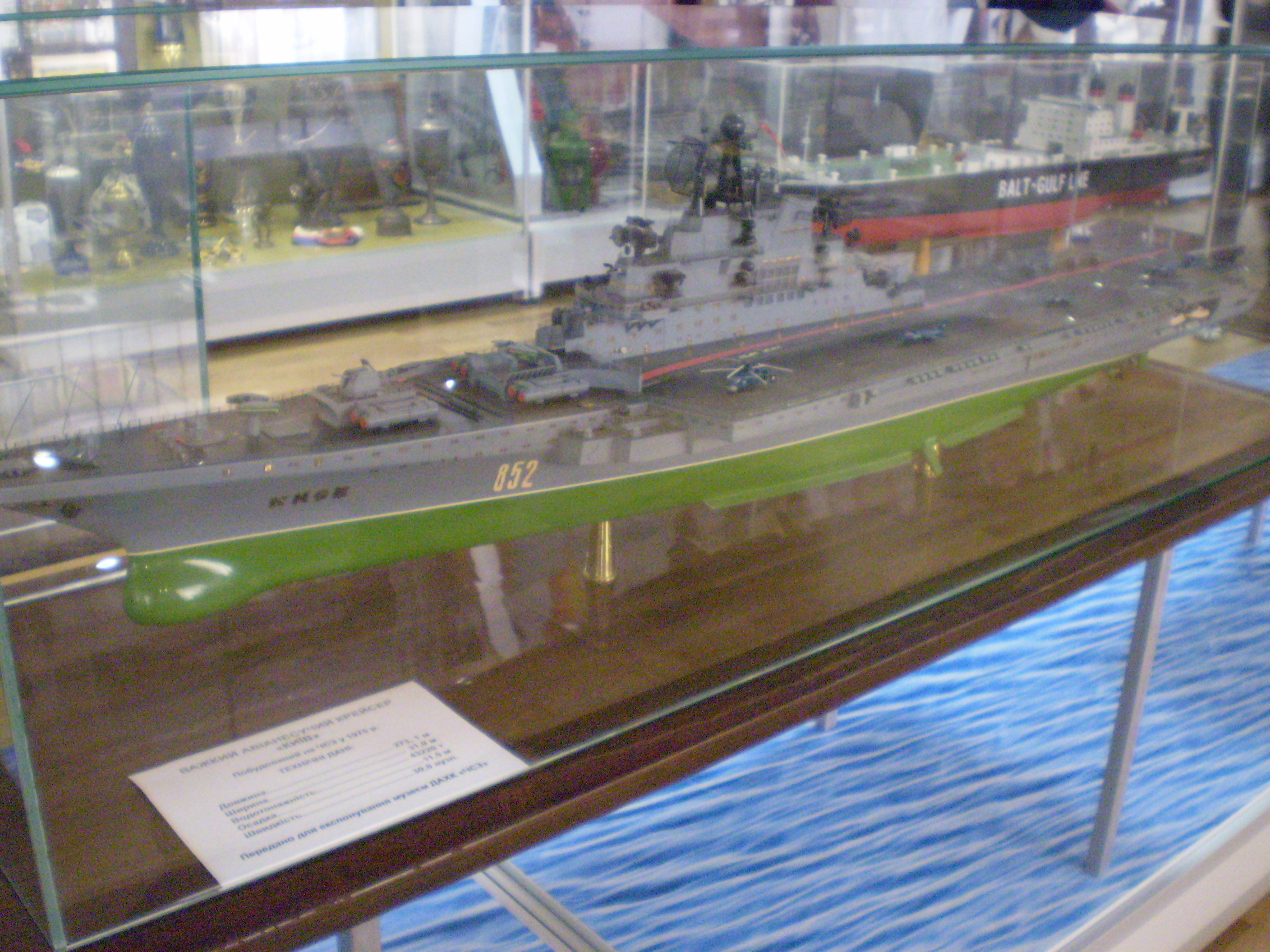
Modell des in Mykolajiw gebauten Flugdeckkreuzers Kiew

Das Museum verfügt im dreiflügligen Gebäude über zwölf Ausstellungsräume. Die verschiedenen Ausstellungsbereiche zeigen Originalmaterial und Bildquellen zur Seefahrtsgeschichte im Schwarzen Meer seit der Antike. Zu den frühesten Objekten zählen Steinanker, die von Fundstätten der Region Mykolajiw stammen. Dargestellt werden auch die Binnenschifffahrt auf dem Dnepr und dem Südlichen Bug, an welchem die Hafenstadt Mykolajiw liegt, sowie die Hochseeschifffahrt im Mittelmeer. Die Häfen von Mykolajiw bilden einen wichtigen Stützpunkt der zivilen wie der militärischen Schifffahrt.
Von der jüngeren Seefahrtsgeschichte zeugen unter anderem Gegenstände aus der Zeit des Krimkriegs, der in der Epoche stattfand, als die alten, aus Holz gebauten Segelschiffe durch Dampfschiffe aus Stahl ersetzt wurden. Mit Überresten und Ausstattungsstücken zahlreicher Schiffe der russischen und sowjetischen Flotte sowie von Handelsschiffen zeigt das Museum die Entwicklung der Wasserfahrzeuge im 19. und 20. Jahrhundert.
Der erste Begriff im Namen des Museums nimmt Bezug auf die herausragende geschichtliche Bedeutung der Schiffbauwerften von Mykolajiw. Ein Teil der Ausstellungen ist der im späten 18. Jahrhundert einsetzenden Tradition des Schiffbaus in der Stadt gewidmet. Diese war nicht nur eine Marinebasis, sondern mit den drei großen Betrieben Werft Mykolajiw, Schwarzmeer-Werft und Schiffbauwerft Okean auch der bedeutendste Schiffbaustandort des russischen Kaiserreichs und der Sowjetunion. Die Großwerften bauten viele Kriegsschiffe, Fracht- und Spezialschiffe. Eine besondere Ausstellung erzählt von der sowjetischen Handelsschifffahrt, für welche die Okean-Werft zahlreiche Schiffe baute.
Wegen der Konzentration der Schiffsindustrie in Mykolajiw wurde 1920 außerhalb des Stadtzentrums die Admiral Makarow-Universität für Schiffbau gegründet, heute eine wichtige technische Hochschule in der Ukraine.

## Bilder

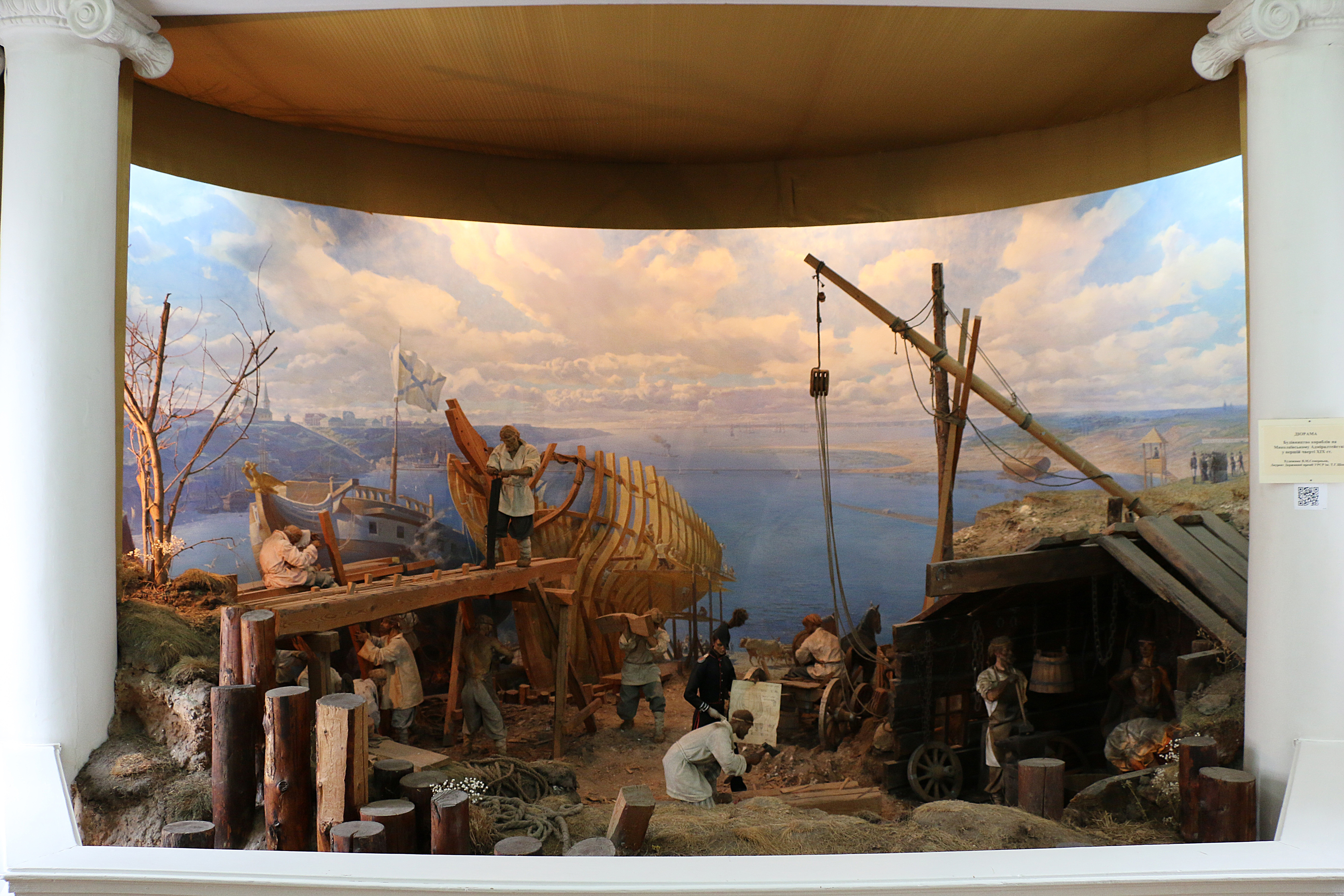
Modell eines Schiffbaubetriebs
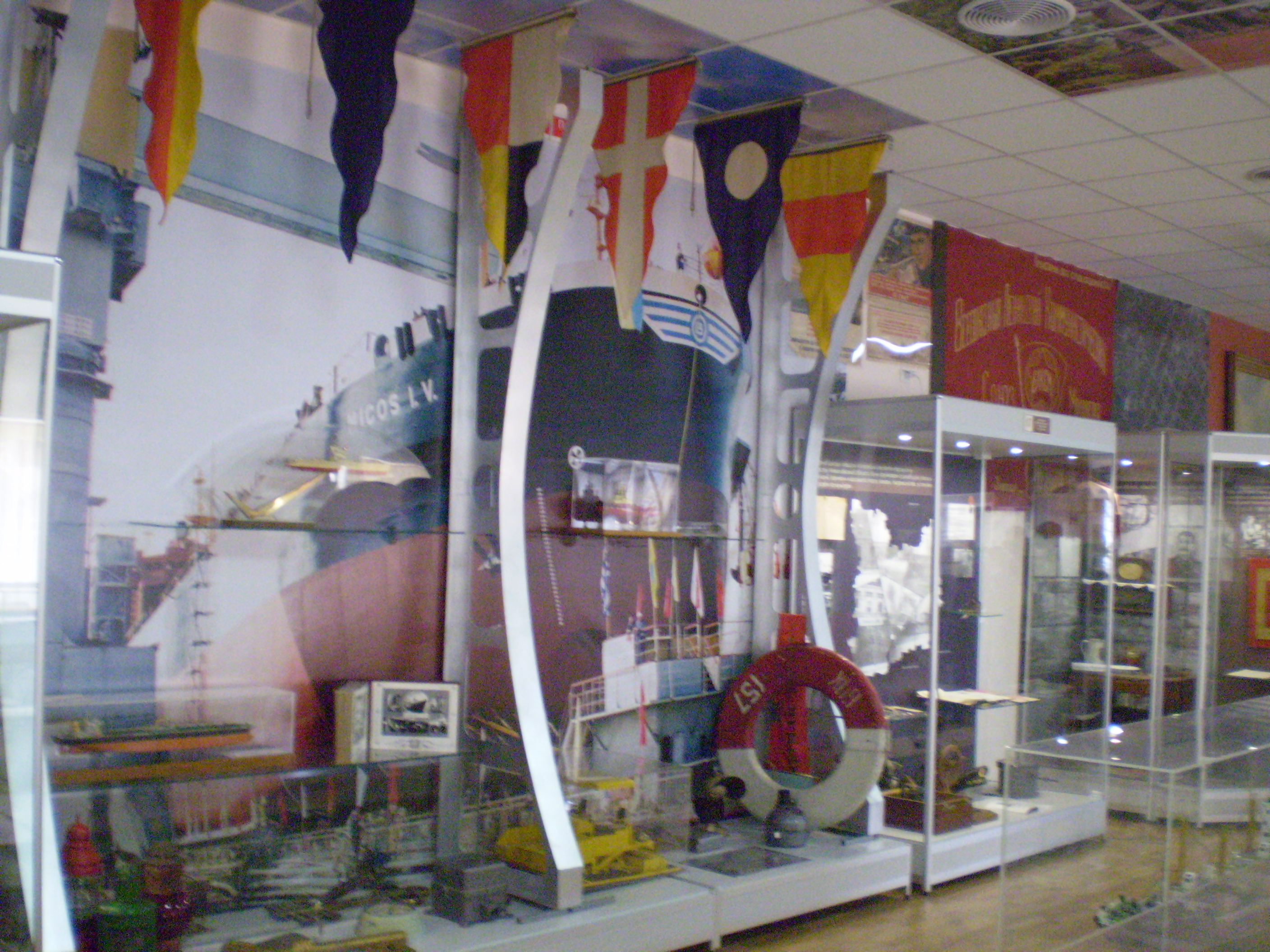
Ausstellungsobjekte
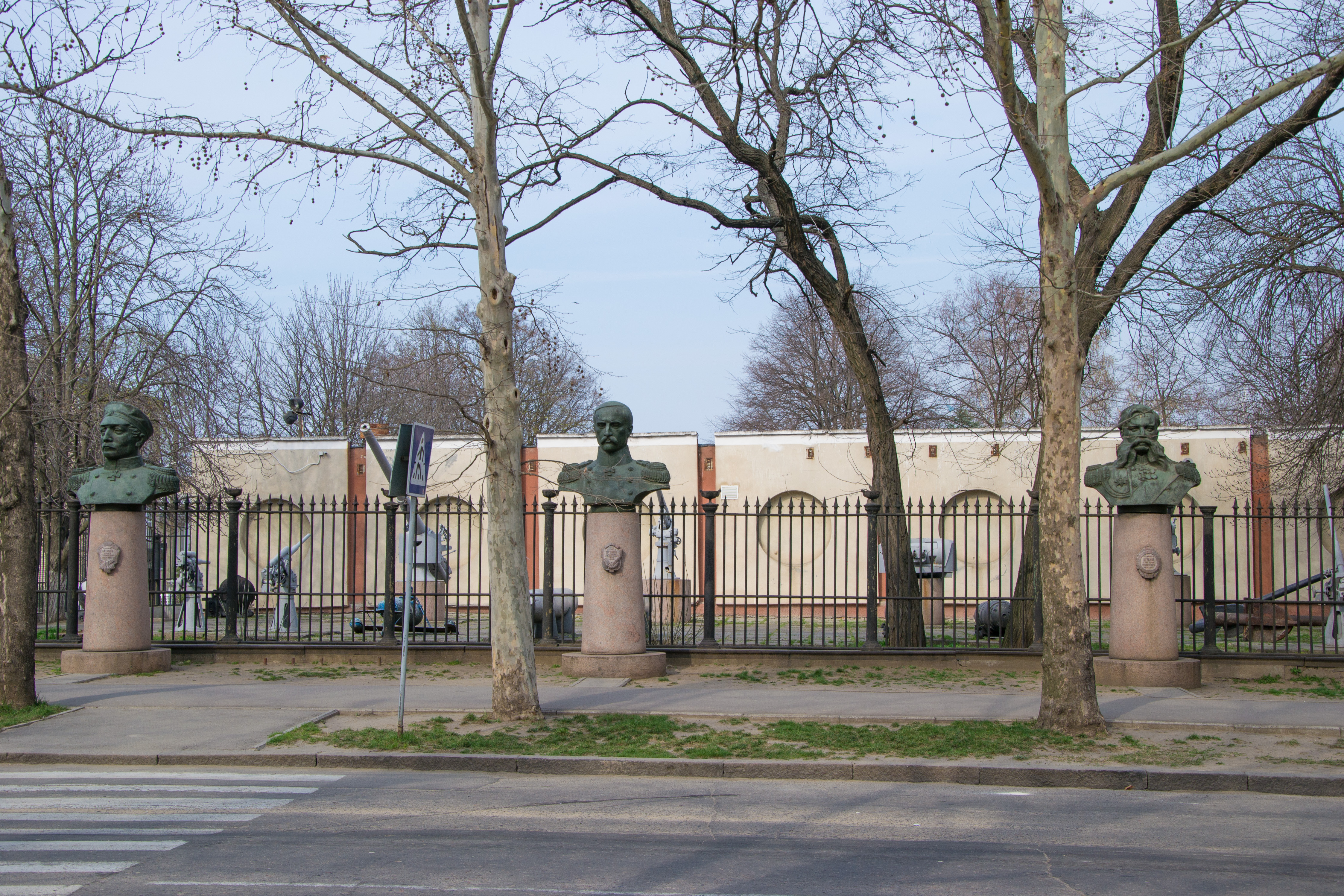
Denkmäler und Schiffskanonen